# Curtiss-Wright CW-1 Junior
Curtiss-Wright CW-1 Junior – amerykański samolot turystyczny produkowany na początku lat 30. XX wieku, ulepszona wersja Curtiss-Wright CR-1 Skeeter. Junior był najpopularniejszym ultralekkim samolotem turystycznym w latach 1931-1932.

## Historia
W 1930 roku krótko istniejące przedsiębiorstwo Curtiss-Robertson Airplane Manufacturing Company, należące do Curtiss-Wright Corporation, zakupiło prawa do produkcji ultralekkiego dwumiejscowego samolotu sportowego o nazwie Snyder MG-1 Buzzard. Samolot został nieco zmodyfikowany i ulepszony, a w 1930 roku zbudowano jego prototyp, który otrzymał nazwę Curtiss-Wright CR-1 Skeeter. Z powodu problemów strukturalnych i aerodynamicznych Skeeter nie został wprowadzony do produkcji seryjnej, ale na jego podstawie zaprojektowano bardziej udany CW-1 Junior. Oprócz zmian aerodynamicznych i konstrukcyjnych, w samolocie wymieniono także silnik na amerykański Szekely SR-3 o mocy 45 KM.
Junior był pierwszym samolotem Curtiss-Wright zaprojektowanym z myślą o rynku masowym, hasłem przewodnim w trakcie jego projektowania było motto „samolot dla każdego garażu”. Cena detaliczna samolotu została ustalona na poziomie przeciętnego samochodu średniej klasy, planowano, że nie może przekroczyć 1500 dolarów – ostatecznie cena jednej maszyny wynosiła 1490 dolarów. By maksymalnie ograniczyć cenę, samolot został zaprojektowany bardzo minimalistycznie i posiadał jedynie absolutne minimum instrumentów i oprzyrządowania – w samolocie nie ma na przykład tradycyjnego prędkościomierza, a wskaźnik paliwa został zapożyczony z samochodu Ford Model A. Prędkość samolotu była określana w przybliżeniu – na dziobie samolotu zamontowana została niewielka pionowa płytka, która odchylana była oporem powietrza i połączona z prostym wskaźnikiem w kokpicie. Na wskaźniku zaznaczono trzy strefy – dwie czerwona (górną i dolną) i białą (środkową); dolna oznacza, że samolot leci zbyt szybko, górna, że samolot zbyt powoli, a biała oznacza bezpieczną prędkość lotu. Koszt wyprodukowania takiego „prędkościomierza” wynosił jedynie 35 centów. Pochodzący z Forda A wskaźnik paliwa znajdował się na zbiorniku z paliwem, położonym za pilotem i przed silnikiem, i teoretycznie można go było odczytać korzystając z niewielkiego lustra, w praktyce było to niezmiernie trudne z powodu dużych wibracji maszyny. Innym przykładem maksymalnego ograniczania kosztów produkcji było stałe podwozie bez amortyzatorów – jedynie stosunkowo duże koła z oponami o niskim ciśnieniu zapewniały adekwatny poziom amortyzacji przy starcie i lądowaniu.
Za najsłabszy element samolotu uważano jego oryginalny silnik, 45-konny, 3-cylindrowy Szekely SR-3. SR-3 miał bardzo duże zużycie oleju i bardzo nim brudził w czasie pracy – z tego powodu umieszczenie silnika w pozycji pchającej, za pilotem i pasażerem, znacznie poprawiało ich komfort lotu. Znacznie większym problemem, także związanym z umieszczeniem silnika za kabiną pilota, było stosunkowe częste „gubienie” głowicy silnika przez SR-3, która to głowica w takiej sytuacji zazwyczaj wpadała w śmigło. Chcąc temu zapobiec sugerowano, aby silnik opleść stalową linką przechodzącą przez każdą głowicę, aby w razie jej zgubienia przez silnik, nie wpadła ona w śmigło. W zakładach Curtissa wyprodukowano specjalny zestaw, zaaprobowany przez Federal Aviation Administration, do odpowiedniej modyfikacji silnika.
Samolot był określany jako maszyna, którą łatwo się lata, ale niełatwo było latać nią dobrze. Junior miał bardzo niskie obciążenie skrzydła i nawet niewielkie turbulencje powodowały, że „podskakiwał” w powietrzu. Innym problem, szczególnie dla niedoświadczonego pilota, był związany z położeniem kokpitu przed skrzydłami – w takiej pozycji pilot nie miał punktu odniesienia (skrzydeł), aby łatwo zorientować czy samolot leci prosto. Z drugiej strony, takie położenie kabiny i bardzo krótki nos samolotu, dają znakomitą i niespotykaną widoczność – z tego powodu samolot był używany do kręcenia zdjęć powietrznych w hollywoodzkich filmach, do polowania na kojoty czy do patrolowania linii energetycznych i rurociągów.
Nowe juniory miały być produkowane bezpośrednio w zakładach Curtiss-Wright, a nie Curtiss-Robertson i oznaczenie samolotu zostało zmienione z „CR” na „CW”. Zmieniono także system numeracji seryjnej – zamiast zaczynać od następnego numeru po c/n 3000 należącym do CR-1, juniory otrzymały numery od c/n 1010 kontynuując po c/n 1009 ostatniego samolotu serii Curtiss-Robertson Model 56 Thrush. Prototyp otrzymał numer c/n 1010, pierwszy samolot produkcyjny miał numer c/n 1012 – numer c/n 1011 był zapewne przyznany niezarejestrowanemu, nieoficjalnemu prototypowi. Prototyp został oblatany w 10 grudnia 1930 roku.
Po wejściu na rynek, Junior został bestselerem – w czasie jego największej popularności produkowano 21 maszyn tygodniowo, w tym czasie sprzedawano więcej juniorów niż trzech jego największych rywali razem wziętych (Aeronca C-2, American Eagle Eaglet i Buhl Pup – pomimo problemów z silnikiem maszyna cieszyła się bardzo dużą popularnością. W 1931 roku popularność juniora skończyła się tak nagle, jak się zaczęła, czemu winny był zbieg kilku okoliczności – wypadek lotniczy, w którym zginął pilot maszyny (najprawdopodobniej spowodowany przez samego pilota), kilka wypadków, w których pasażerowie weszli w wirujące śmigło (co było spowodowane jego nietypowym położeniem) i Wielki Kryzys. Łącznie, do nagłego zatrzymania produkcji w 1932 roku, zbudowano 270 samolotów tego typu, z czego przynajmniej 261 maszyn zostało zarejestrowanych.
Oficjalnie pułap praktyczny juniora określony był na około 3660 metrów, ale w praktyce był on w stanie wznieść się znacznie wyżej. 4 sierpnia 1931 roku Dorothy Morgan i Bill Bleakley wznieśli się na wysokość 16 091 stóp (5151 metrów), wykorzystując do tego prądy termiczne z chmur. Po wylądowaniu okazało się, że do barografu monitorującego osiągniętą wysokość użyto nieodpowiedniego atramentu, który zamarzł na dużej wysokości. Rekord Dorothy Morgan pozostał nieoficjalny.
W większości juniorów, które przetrwały do lat 50., silniki zostały zmienione na późniejsze jednostki napędowe typu Lycoming O-145 (50/65 KM) lub Continental A-65 (65 KM). Jeszcze wcześniej próbowano zaradzić problemom z silnikiem w dwóch wersjach, do których napędu użyto innych silników:
- CW-1A 4-cylindrowy silnik rotacyjny Augustine o mocy 40 KM
- CW-1S 9-cylindrowy silnik gwiazdowy produkcji francuskiej Salmson AD-9 o mocy 40 KM

Na podstawie CW-1 zaprojektowano i zbudowano także wodnosamolot Curtiss-Wright CW-3 Duckling.